# Turkmenistans flagga
Turkmenistans flagga är grön med en halvmåne och fem stjärnor samt ett mönster inspirerat av vävda mattor i rött, guld, grönt och vitt vid den inre kanten. Flaggan antogs av Turkmenistan efter några mindre ändringar i sin nuvarande utformning  2001, men har sett snarlik ut sedan självständigheten 1991. Proportionerna är 2:3.

## Symbolik
Grönt är en helig färg i Turkmenistan, och halvmånen och stjärnorna är traditionella turkiska symboler för islam. Mattmönstret vid den inre kanten (till vänster sett från betraktaren) visar fem olika traditionella motiv eller guls som används vid mattvävning i de turkisktalande områdena i Centralasien, från de fem turkmenska stammarna Teke, Yomut, Arsary, Chowdur och Saryk. De fem stjärnorna i halvmånen står för landets fem provinser som skapades i och med 1992 års författning: Ahal, Balkan, Dashhowuz, Lebap och Mary. De båda olivkvistarna längst ned i mattmönstret är hämtade från FN-flaggan och representerar den permanenta neutralitetspolitik som Turkmenistan deklarerade i FN:s generalförsamling 1995.

## Historik
Det område som utgör dagens Turkmenistan införlivades med det ryska tsarväldet på 1800-talet då de tidigare persiska besittningarna och khanaten successivt annekterades. När Turkmenska SSR bildades 1925 användes en socialistisk röd fana med inskription i gult, på samma sätt som i de övriga sovjetiska delrepublikerna. Flaggan omarbetades i början av 1950-talet till en röd duk med två horisontella blå ränder och hammaren och skäran i gult.  Sovjetrepublikens statsvapen innehöll redan 1937 de originella mattmönster som finns i dagens flagga.
Den nya flaggan infördes efter självständigheten 1991 och antogs den 19 februari 1992 efter en landsomfattande tävling. De båda olivkvistarna i mattmönstret tillkom den 29 januari 1997, samtidigt som nationalsången och alfabetet förändrades.

### Tidigare flaggor

Sovjetrepubliken Turkmenska SSR:s flagga från 1953.
Turkmenistans flagga 1992–1997.
Flaggan 1997–2001, med olivkvistar.